# Indigofera salmoniflora
Indigofera salmoniflora är en ärtväxtart som beskrevs av Joseph Nelson Rose. Indigofera salmoniflora ingår i släktet indigosläktet, och familjen ärtväxter. Inga underarter finns listade i Catalogue of Life.